# ألفونسو ليفا
ألفونسو ليفا (بالإسبانية: Alfonso Leyva)‏ هو مصارع هاوي مكسيكي، ولد في 6 يناير 1993 في غوادالاخارا في المكسيك.

## وصلات خارجية
- ألفونسو ليفا على موقع شيردوغ (الإنجليزية)
- ألفونسو ليفا على موقع قاعدة بيانات المصارعة الدولية (الإنجليزية)
- ألفونسو ليفا على موقع اللجنة الأولمبية الدولية (الإنجليزية)
- ألفونسو ليفا على موقع أوليمبيديا (الإنجليزية)